# Ga Dandaeogeori
Ga Dandaeogeori là ga đường sắt trên Tàu điện ngầm Seoul tuyến 8. Mặc dù với cái tên như vậy, nhưng nhà ga này nằm cách xa Đại học Dankook.

## Bố trí ga
| Namhansanseong ↑ |
| \| N/B           |
| ↓ Sinheung       |

| Hướng Bắc | ● Tuyến 8 | ← Hướng đi Bokjeong · Chợ Garak · Seokchon · Byeollae |
| Hướng Nam | ● Tuyến 8 | → Hướng đi Sinheung · Sujin · Moran →                 |